# 루카시 하라슬린
루카시 하라슬린(슬로바키아어: Lukáš Haraslín, 1996년 5월 26일 ~ )은 스파르타 프라하와 슬로바키아 국가대표팀에서 윙어로 활약하고 있는 슬로바키아의 축구 선수이다.

## 구단 경력

### 파르마
하라슬린은 2013년 11월 2일 프리마베라에서 열린 유벤투스와의 경기에서 파르마 데뷔 전을 치렀고, 54분에 마르코 보스콜로 제멜로와 교체 투입되었다. 그는 54분에 마르코 보스콜로 제멜로와 교체 투입되었다. 파르마는 2-3으로 졌다. 불과 일주일 후, 하라슬린은 이미
볼로냐와의 경기에서 1-0 승리를 위해 선발 라인업에 포함되었다. 그러나, 그의 시즌은 2014년 1월과 3월 사이에 그가 제외될 수도 있는 부상으로 인해 중단되었고, 시즌 동안 선발 출전 횟수는 9번에 불과했다. 그럼에도 불구하고, 시즌이 끝날 무렵, 하라슬린은 2014년 4월 12일, 모데나를 상대로 첫 두 골을 넣으며 5-0 승리를 거두었다.

### 레히아 그단스크
2015년 7월 7일, 하라슬린은 레히아 그단스크와 3년 계약을 맺었지만, 수많은 구단으로부터 명백한 관심을 받았지만, 일부 구단은 하라슬린에게 임대를 요청했다.
2015년 8월 16일, 하라슬린은 3-3으로 비긴 비스와 크라쿠프와의 경기에서 레히아 그단스크 소속으로 데뷔했다. 비록 하라슬린은 브루노 나자리오와 교체되어 후반전에 출전했지만, 경기 시작 6분 만에 득점을 올려 2-2로 비겼다. 그 다음 주, 하라슬린은 구르니크 웽치나와의 경기에서 2골을 넣어 3-1 승리를 거뒀다. 10월 말, 하라슬린은 부상으로 12월 초까지 경기에 나서지 못했다. 복귀 후, 그는 대부분 교체 선수로 출전했지만, 거의 모든 경기에 출전했다. 그는 20경기에서 3골을 넣으며 시즌을 마무리했다.
2017-18년 시즌 초반에 하라슬린이 레히아와 계약을 연장했다고 발표했다. 새로운 계약은 2년으로 2020년 6월에 만료될 예정이었다.

### 사수올로
2020년 1월, 하라슬린은 이탈리아의 사수올로로 임대를 가게 되었고, 임대 기간이 끝날 때 구매할 의무가 생겼다.

### 스파르타 프라하
2021년 8월, 하라슬린은 체코의 스파르타 프라하로 임대 기간이 끝나면 구매할 수 있는 옵션과 함께 임대되었다. 2024년 2월 23일, 그는 영구적으로 새로운 다년 계약을 체결했다.

## 국가대표팀 경력
2019년 5월 28일, 하라슬린은 요르단과의 6월 홈 친선 경기와 아제르바이잔과의 UEFA 유로 2020 예선 경기에 차출되었다. 2019년 6월 7일, 그는 트르나바에서 열린 슈타디온 안토나 말라틴스케호에서 전 상대로 데뷔했다. 하라슬린은 최근 라마단 단식을 마친 지친 요르단 수비수들을 상대로 자신의 스피드를 활용했다. 경기 후, 하라슬린은 데뷔 전에서 비공식적으로 최우수 선수라는 칭호를 받은 것으로 알려졌다.
2022년 12월, 하라슬린은 지난 가을 이전에 결장했기 때문에 팀에서 경험 많은 선두 선수 중 한 명으로 NTC 세네크의 시니어 국가대표팀 예비 선수 훈련 캠프에 소집되었다. 최근 몸 상태에 대한 칼초나의 칭찬으로, 하라슬린은 룩셈부르크와 보스니아 헤르체고비나와의 두 번의 홈 예선 전을 앞두고 돌아왔다.

## 사생활
2020년 10월 27일, 하라슬린은 이탈리아에서 코로나19 양성 반응을 보였다.